# Denis Duboule
Pour les articles homonymes, voir Duboule.
Denis Duboule, né le 17 février 1955 à Genève, est un biologiste franco-suisse. Depuis 2017, il est professeur au Collège de France, titulaire de la chaire « Évolution du développement et des génomes ». Il est également professeur émérite à l'École polytechnique fédérale de Lausanne et professeur honoraire à l'Université de Genève.
Depuis 1985, son travail porte sur la fonction et la régulation des gènes Hox (gènes architectes) au cours du développement des animaux vertébrés.

## Biographie
Denis Duboule reçoit son doctorat de l’Université de Genève en 1984 et rencontre Pierre Chambon, le fondateur de l'Institut de génétique et de biologie moléculaire et cellulaire. Il travaille dans cet institut alsacien jusqu’en 1988, quand son groupe de recherche s’installe au Laboratoire Européen de Biologie Moléculaire (EMBL) à Heidelberg. En 1992, il est recruté comme professeur ordinaire à l’Université de Genève où il travaille et enseigne jusqu'en 2022. De 2006 à 2025, il est également Professeur à l’École polytechnique fédérale de Lausanne (EPFL) et en 2017, il est élu professeur au Collège de France, titulaire de la chaire internationale « Évolution des génomes et développement », puis titulaire de la chaire statutaire  « Évolution du développement et des génomes » à partir de 2022.

## Apports scientifiques
Les contributions scientifiques de Denis Duboule touchent à la génétique moléculaire du développement des vertébrés, avec des interfaces en génétique médicale, biologie de l’évolution et régulation de la transcription. Depuis 1985, il a publié plusieurs découvertes liées au développement et à l’évolution du plan du corps des vertébrés, plus particulièrement concernant la famille des gènes Hox.
En 1986, il parvient à cloner et à comprendre l'organisation du premier grand complexe génomique de gènes Hox chez la souris.
En 1988, en collaboration avec Stephen J. Gaunt, il décrit la colinéarité spatiale des gènes Hox chez les mammifères, étendant ainsi cette propriété, découverte par Edward Lewis, des diptères aux vertébrés et autres deuterostomes.
En 1989, il met en évidence l'existence d'une colinéarité temporelle (« horloge Hox »), liée au temps d’activation des gènes.
En 1989, avec Robb Krumlauf (en), il découvre la conservation de la structure du système homéotique entre les mouches drosophiles et les vertébrés. Ainsi, il prouve qu'un complexe homéotique unique existait chez l’animal à l'origine des protostomes et des deutérostomes.
En 1989 et 1991, le même système génétique (gènes Hox) est coopté et recyclé pour la spécification de plusieurs structures axiales, en particulier des membres et des organes génitaux externes. L’extension de ce travail aux oiseaux, en collaboration avec Cheryll Tickle (en) et Lewis Wolpert montre le haut degré de conservation de la fonction et régulation de ces gènes chez les vertébrés.
En 1991, il introduit le concept de « prévalence postérieure », qui décrit la hiérarchie fonctionnelle des protéines Hox.
En 1994, il propose le concept du « sablier développemental », qui postule que la mise en place du phénotype se déroule pendant une courte période du développement des vertébrés (la « progression phylotypique »), période au cours de laquelle les embryons de tous les vertébrés expriment des caractéristiques communes, résultantes de l’existence de contraintes maximales. Le concept est repris par Rudolf Raff en 1996.
En 1994 également, il propose que les gènes Hox agissent comme une horloge. Par conséquent, tous les animaux se développant selon une progression temporelle antéro-postérieure doivent avoir au moins un complexe entier de gènes Hox.
En 1995, il décrit le comportement des gènes Hox chez le poisson-zèbre pendant le développement des nageoires, conduisant à un modèle de la transition évolutive de la nageoire au membre des tétrapodes, dans lequel les doigts sont des innovations des tétrapodes, sans structures homologues chez les poissons.
Depuis 1997, Duboule a approché la question des mécanismes de colinéarité des gènes Hox en utilisant la génétique moléculaire de la souris. Ces gènes sont contrôlés à un niveau global, qui tient compte de leurs positions respectives sur le chromosome. Un lien existe entre la colinéarité temporelle (l’horloge Hox) et l’horloge somitique de façon à coordonner la production des somites et leur spécification. Ce laboratoire met au point les techniques TAMERE et STRING pour produire une grande série allélique au locus HoxD, qui conduira aux concepts de ‘paysages’ ou ‘d’archipels’ de régulation qui sous-tendent les mécanismes de colinéarité mis en œuvre dans le développement des membres,. Duboule a également étudié en détail le processus de l’horloge Hox pendant la formation de l’axe principal du corps. Cette horloge est associée à une transition dans la structure de la chromatine.
L’importance et la signification de ces observations pour notre compréhension de la régulation génétique pendant le développement et des mécanismes de l’évolution morphologique sont discutés dans plusieurs revues (par exemple,,,).

## Distinctions
Cette section ne s'appuie pas, ou pas assez, sur des sources secondaires ou tertiaires indépendantes du sujet. Le texte peut contenir des analyses inexactes ou inédites de sources primaires.
Pour l'améliorer, ajoutez-en, ou placez des modèles {{Source secondaire souhaitée}} ou {{Source secondaire nécessaire}} sur les passages mal sourcés. (mars 2024)
- Membre de l’EMBO (1993)
- Prix Cloëtta (1997)
- Membre de l’Academia Europaea (1997)
- Prix Louis-Jeantet de médecine (1998)
- Prix Marcel Benoist (2003)
- Prix Charles-Léopold Mayer (2004)
- Membre de l’Académie Suisse des Sciences Médicales (2005)
- Membre de l’Académie des Sciences (Institut de France, 2005)
- Membre étranger de l’Académie Américaine des arts et des Sciences (2006)
- Doctorat honoris causa de l’École Normale Supérieure, Paris (2010)
- Prix International de l’INSERM (2010)
- Membre étranger de la Royal Society (2012)
- Membre étranger de la National Academy of Sciences (2012)
- Membre d’honneur de la Société des Naturalistes de Saint-Pétersbourg (2013)
- Chevalier de l'ordre national du Mérite (2005)
- Chevalier de la Légion d'honneur (2013)
- Médaille Alexander Kowalevsky (2014)
- Médaille Ross G. Harisson (2025)

## Publications
- Denis Duboule (éd), A guidebook to homeobox genes, Oxford University Press, 1994.

- Ernst Hafen (de), Daniel Bopp et Denis Duboule (éds), Developmental Biology in Switzerland, Int. J. Dev. Biol., Volume 46, 2002.
- Duboule, D. (2018) Le génome et ses embryons (Editions du Collège de France / Fayard)
- Duboule, D. (2023) Les temps de l'embryon (Editions du Collège de France)[10]